# Biopirateria

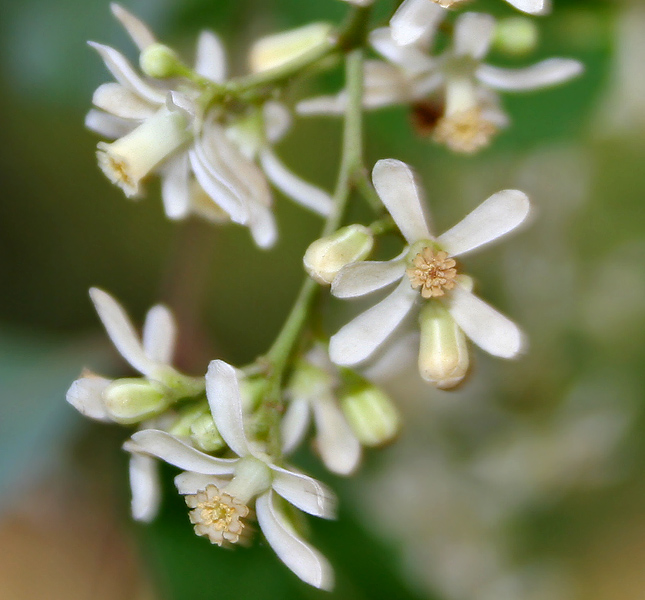
El nim ha donat lloc a actes de biopirateria

La biopirateria és la utilització il·legal de la biodiversitat de països fora del primer món i dels coneixements col·lectius de pobles indígenes o camperols per a realitzar productes i serveis que s'exploten comercial o industrialment sense l'autorització de qui els ha creat o innovat. És, doncs, un tipus de pirateria.
Sol estar relacionada amb el racisme ambiental i el colonialisme. Inclou el contrabandisme de diverses formes de vida de flora i de fauna, i especialment l'apropiació i monopolització de la propietat intel·lectual del coneixement d'ús dels recursos naturals. Es considera biopirateria l'explotació, manipulació, exportació i comercialització de recursos biològics que no compleixen el Conveni sobre la Diversitat Biològica de 1992.